# Jermu Laine
Jermu Tapani Laine, född 17 september 1931 i Åbo, är en finländsk politiker och ämbetsman. 
Laine blev juris kandidat 1954, var tjänsteman vid handels- och industriministeriet 1955–1965, lärare i handelsrätt vid Valkeakoski handelsläroanstalt 1965–1968 och rektor för Mänttä handelsläroanstalt 1968–1987. Han var ledamot av Finlands riksdag för socialdemokraterna 1975–1987, utrikeshandelsminister 1973–1975 och 1983–1987, andre finansminister 1982–1983 och generaldirektör i Tullstyrelsen 1988–1994. Han har publicerat bland annat den djuplodande memoarboken Elämän kokoinen kumppanuus (1990, tillsammans med sin polioinvalidiserade maka Terttu Laine), en studie över Alexis de Tocqueville (1999) och Mistä on huudettava - siitä on vaiettava. Kansanvallan ironinen riemunvuosi (2006).